# Řasenka

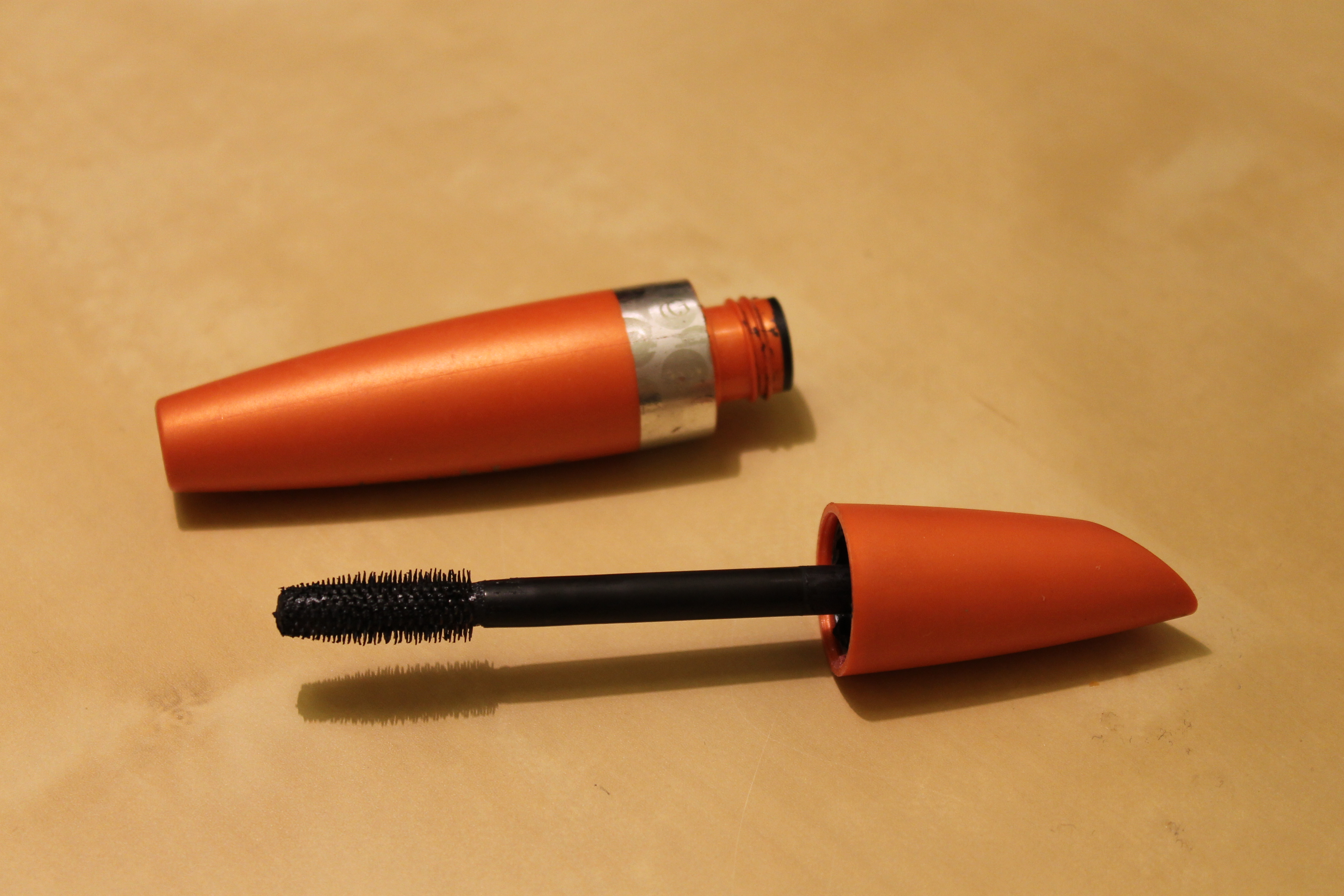
Příklad řasenky

Řasenka je druh kosmetického výrobku.

## Použití

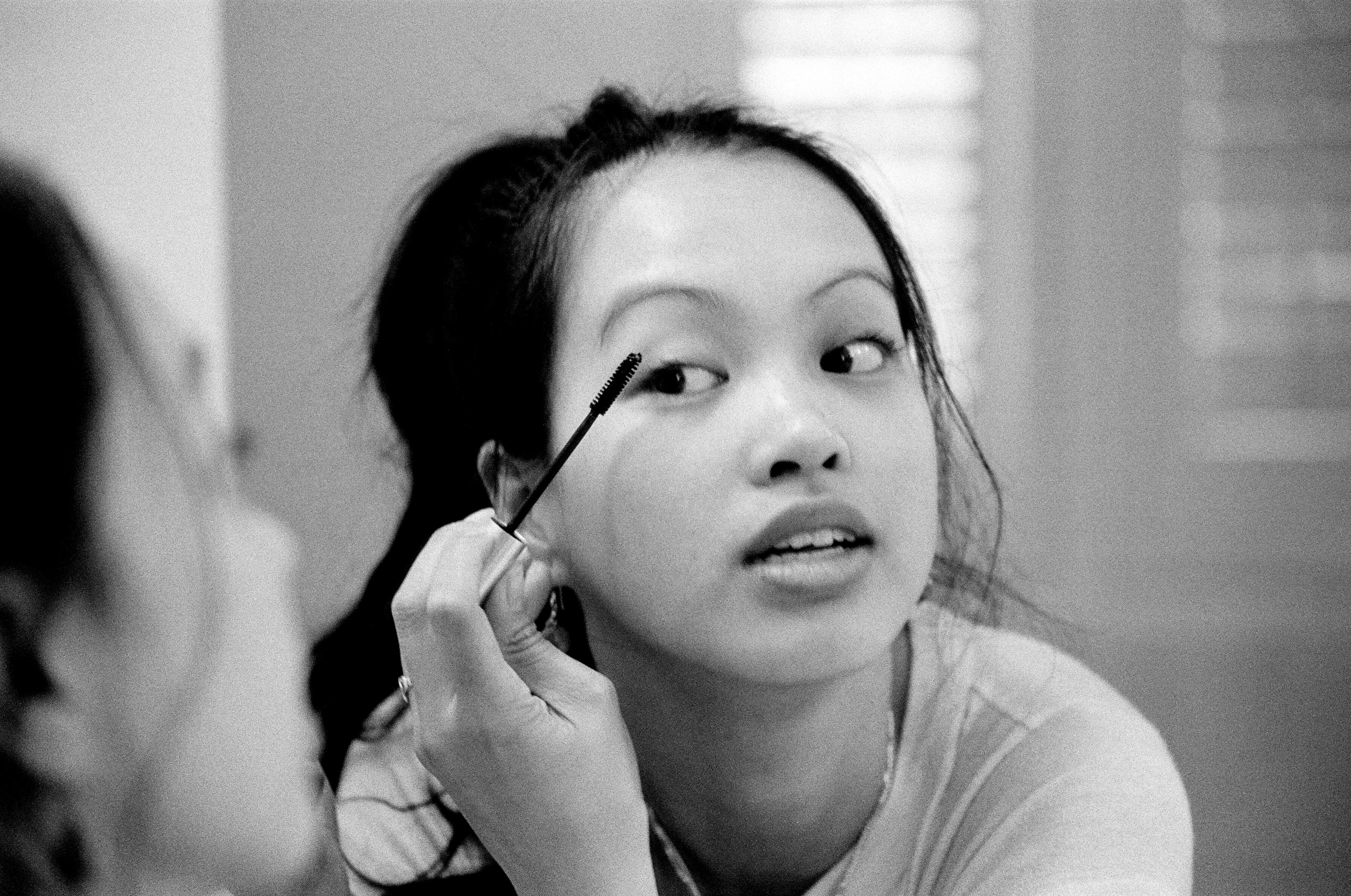
Nanášení řasenky na oční řasy

Řasenka se používá pro nanášení barvy na oční řasy za účelem jejich zvětšení a zviditelnění. Jedná se o malý kartáček na dlouhé tyčce, která se zasunuje do pouzdra, ve kterém se nachází barva. Při vytažení se pak tato barva jednoduchým pohybem s prvky rotace nanáší na oční řasy – nejčastěji na horní i dolní.
Výsledkem je optické prodloužení řas, či jejich ztmavení a tedy zviditelnění, což zvyšuje pozornost pozorovatele na oči. V současnosti se řasenky vyrábějí v celé barevné škále, ale nejpoužívanější je černá barva, která je podobná přírodní barvě řas. Existují různé typy nanášecích kartáčků, které zajišťují větší objem nebo délku. Řasenka se často používá jako doplněk pro další proceduru nalíčení očí v po době očních stínů a celkové úpravy make-upu.
V současnosti jsou na trhu dvě hlavní skupiny řasenek – vodě odolné a vodě neodolné.

## Historie
Řasenku používali lidé v určité formě už ve starověkém Egyptě nejméně před 6 tisící lety. Tehdy si řasy barvili jak ženy, tak i muži. Ale první moderní řasenku vyrobil britský podnikatel Eugene Rimmel až v 19. století, přičemž  v některých jazycích se dokonce vžilo slovo rimmel jako název řasenky až do současnosti (např. portugalština, turečtina, rumunština).

## Složení
Výrobci řasenek využívají pro své produkty oxidy železa či oxid titaničitý, oleje (lněný, ricinový, eukalyptový), vosky (parafín, včelí, karnaubský), konzervanty, emulgátory, parfémové látky, antioxidanty atd.